# Tobari Kogan
Tobari Kogan est un graveur, illustrateur et sculpteur japonais né en 1882 et mort en 1927.

## Vie et œuvres
Tobari nait à Tōkyō, fils de Shimura Kyūzō. Son prénom de naissance est Kamekichi, mais il se fait plus tard appeler par le nom de sa mère, pour assurer la perpétuation de ce nom dans sa famille.
En 1892, il commence une formation dans une banque, et y devient secrétaire.
En 1901, il part aux États-Unis, et étudie dans divers centres, puis à l'Académie nationale, l'illustration, la peinture à l'huile et l'aquarelle.
En 1902, il rencontre le sculpteur Ogiwara Morie (1879-1910), qui suscite son enthousiasme pour la sculpture.
En 1903, il entre à la Art Students League.
En 1906, il retourne au Japon.
En 1907, Tobari illustre, pour Tokutomi Roka, « L'homme et la nature », « Coucou » (hototogisu) et d'autres œuvres.
En 1909, il se lie d'amitié avec le sculpteur Nakahara Teijirō et le peintre Nakamura Tsune.

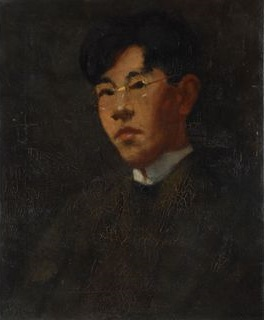
Autoportrait (n. d., Rokuzan Art Museum).

En 1910, il fonde le « Kogan shinto nishikie kai ».
Il apprend à travailler la terre auprès du sculpteur Fumio Asakura (1883-1964).
En 1910, il expose pour la première fois, à l'exposition annuelle de sculptures qu'organise le ministère de la Culture. En 1916, il rejoint le département de sculpture du Nihon Bijutsuin, et en devient membre titulaire l'année suivante.
Nakahara et lui sont des sculpteurs importants de l'ère Taishō, mais sa santé fragile conduit Tobari à renoncer à la sculpture. À partir de 1913, il se consacre à l'aquarelle et la gravure sur bois. En 1917, il participe à la fondation de la « Société japonaise de gravure » (Nihon hanga kyōkai), qui est rebaptisée l'année suivante en « Société japonaise pour l'impression créative » (Ninon Sōsaku hanga kyōkai). En 1922, il publie un manuel sur l'impression.
Tobari a 45 ans quand il décède en 1927.

## Sculptures
- "Acrobate" (足芸, Ashi-gei, 1914)[1]
- "Rien" (虚無, Kyomu; 1920), Portrait d'un vieil homme[1].
- "Jalousie éblouissante" (煌めく嫉妬 Kirameku shitto ; 1923), Portrait d'une femme à genoux[1]

## Gravures

Xylogravures
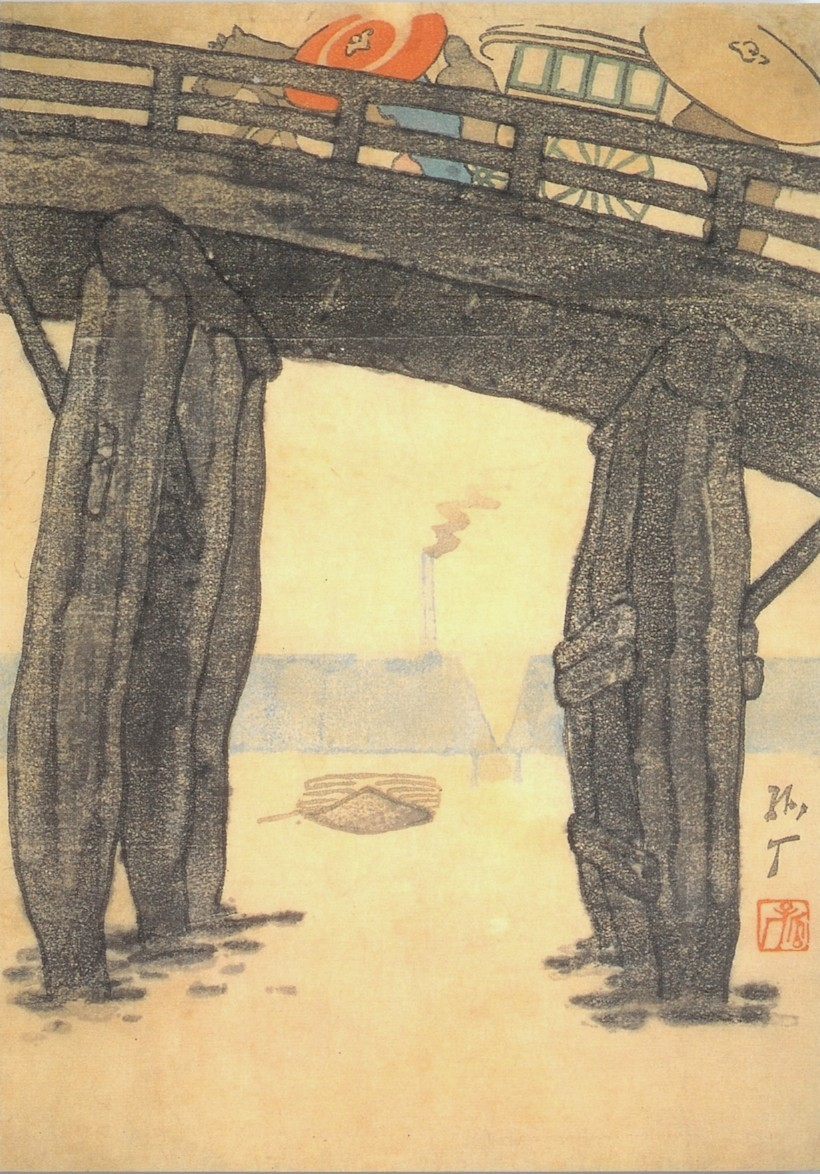
Le grand pont de Senjū sous la pluie, 1913
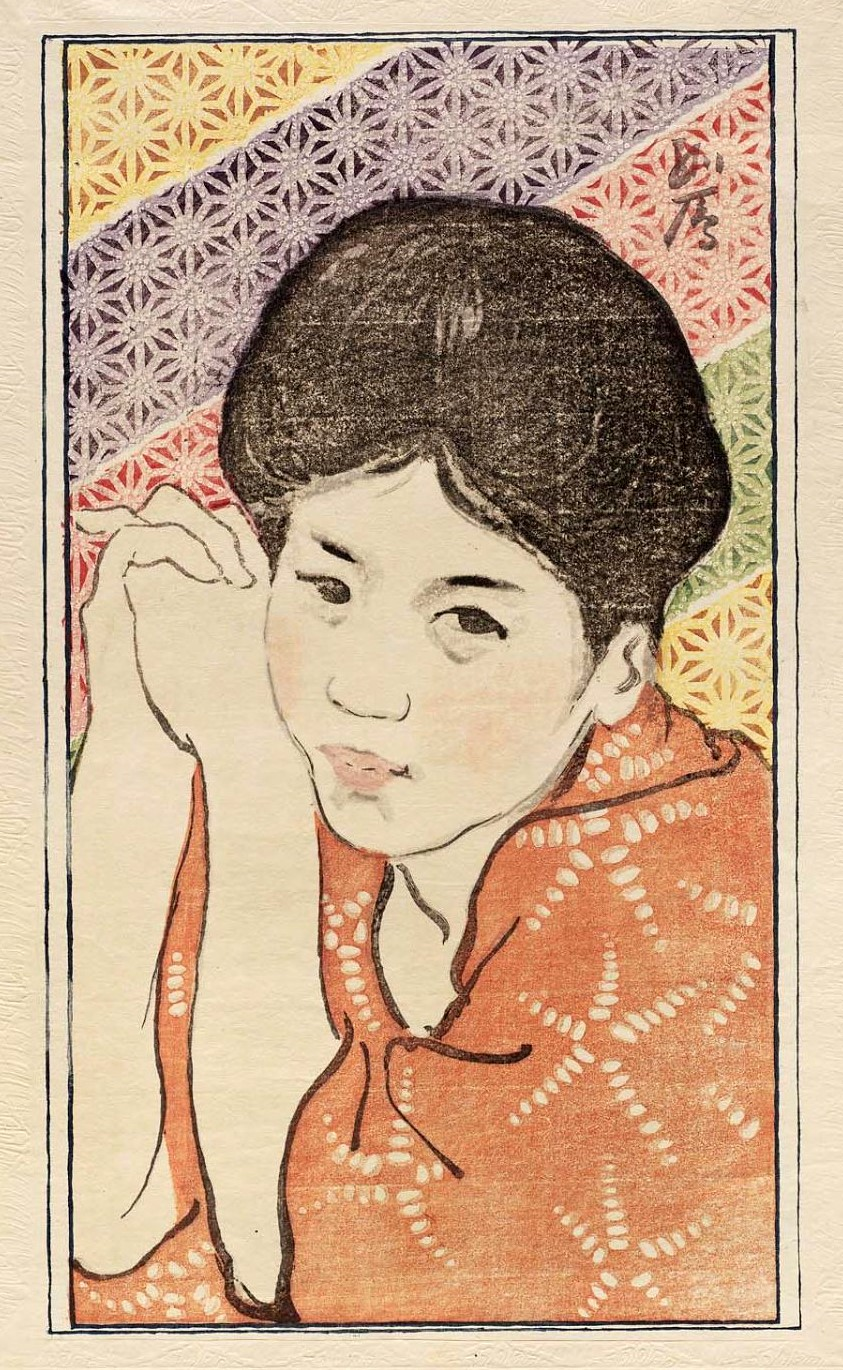
En kimono à motifs de feuilles de chanvre, encre et couleur sur papier, 1913
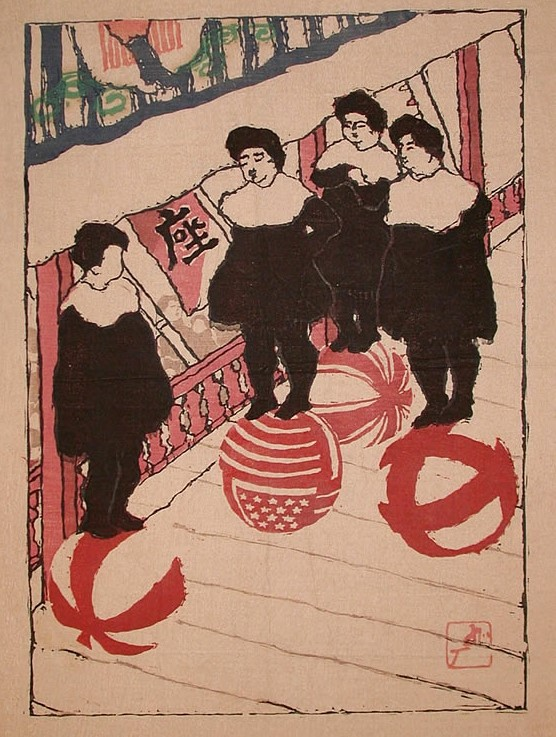
En équilibre sur un ballon, 1914
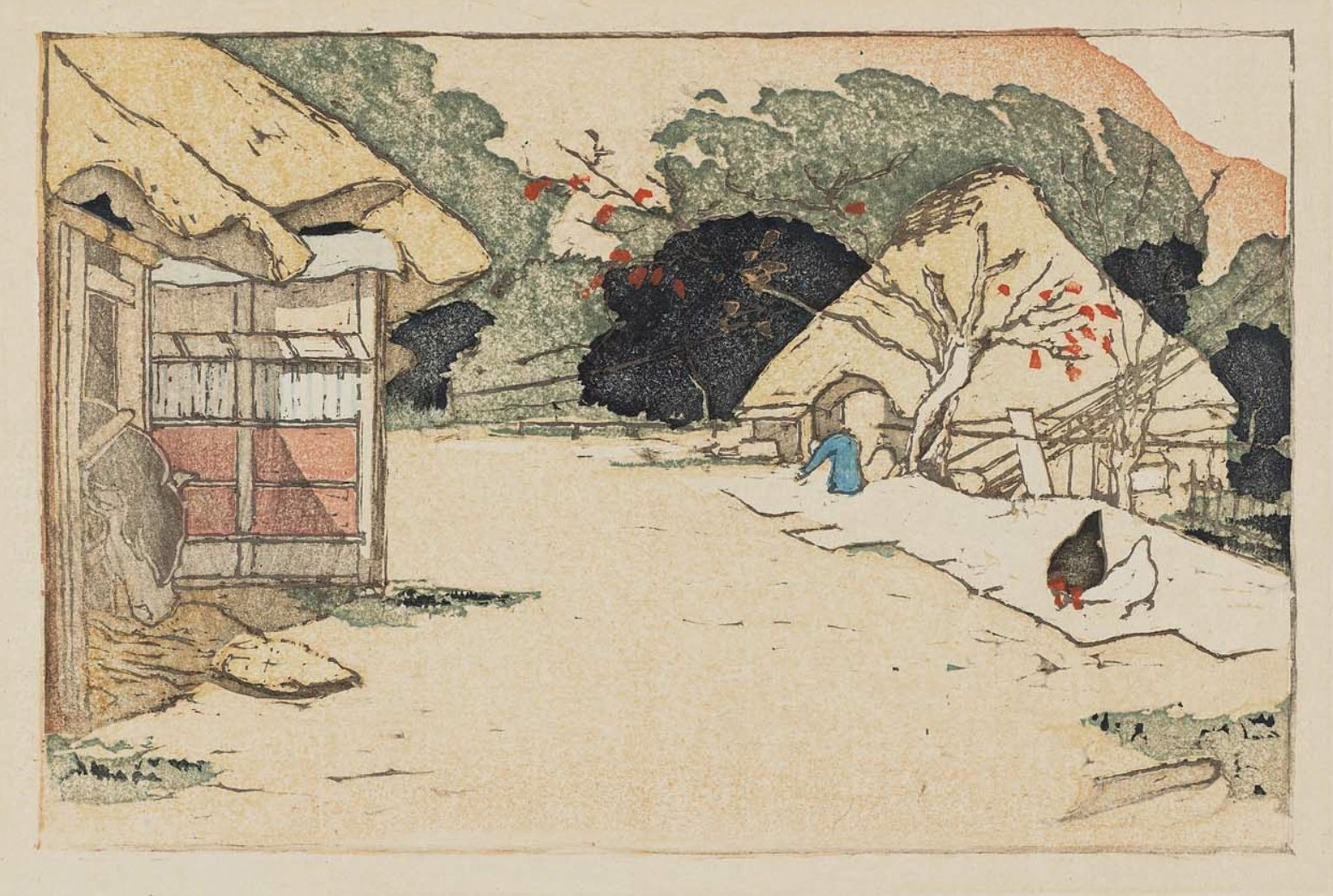
Fermes, 1912-1926
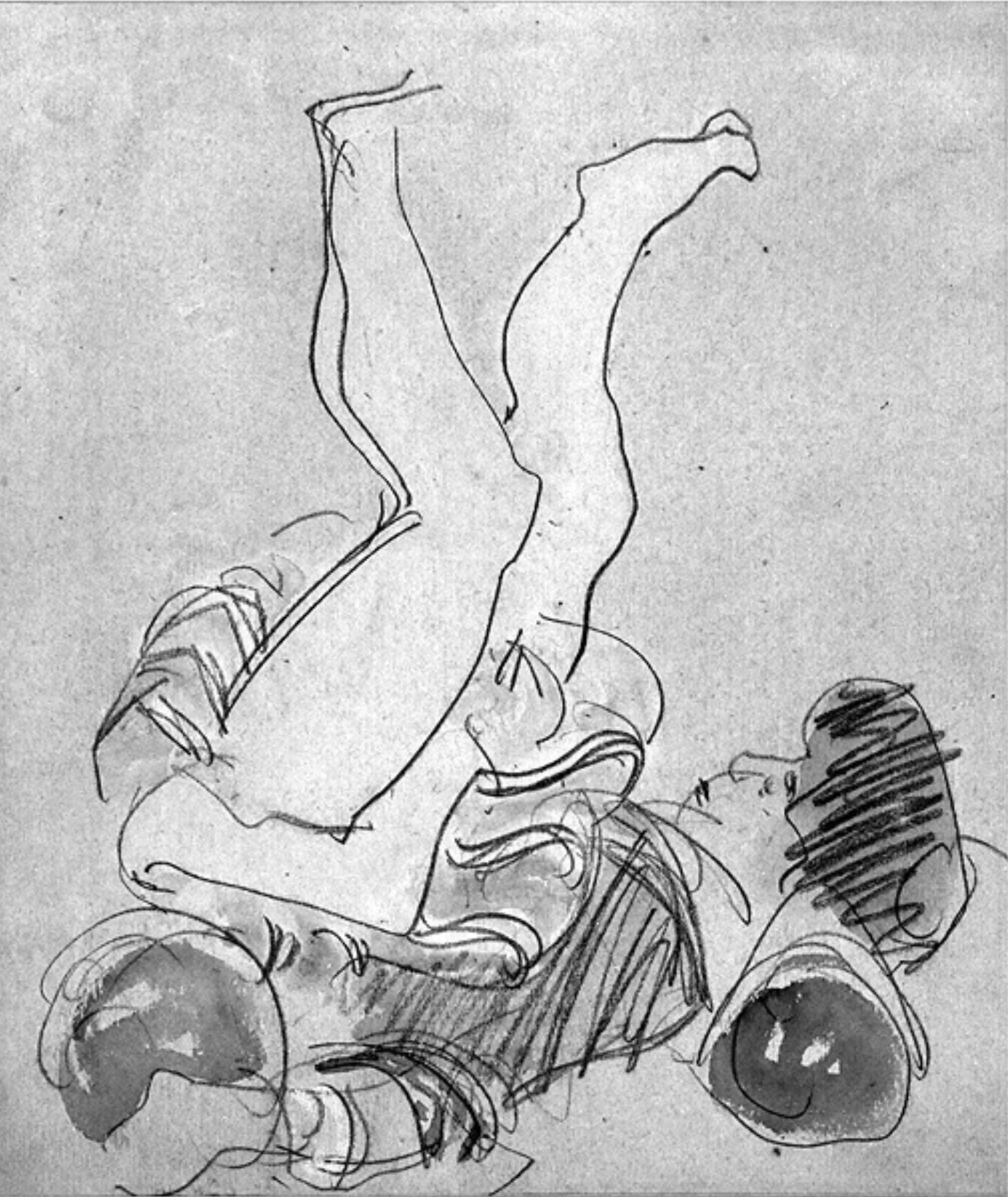
Croquis aquarellé, projet de sculpture, 1914
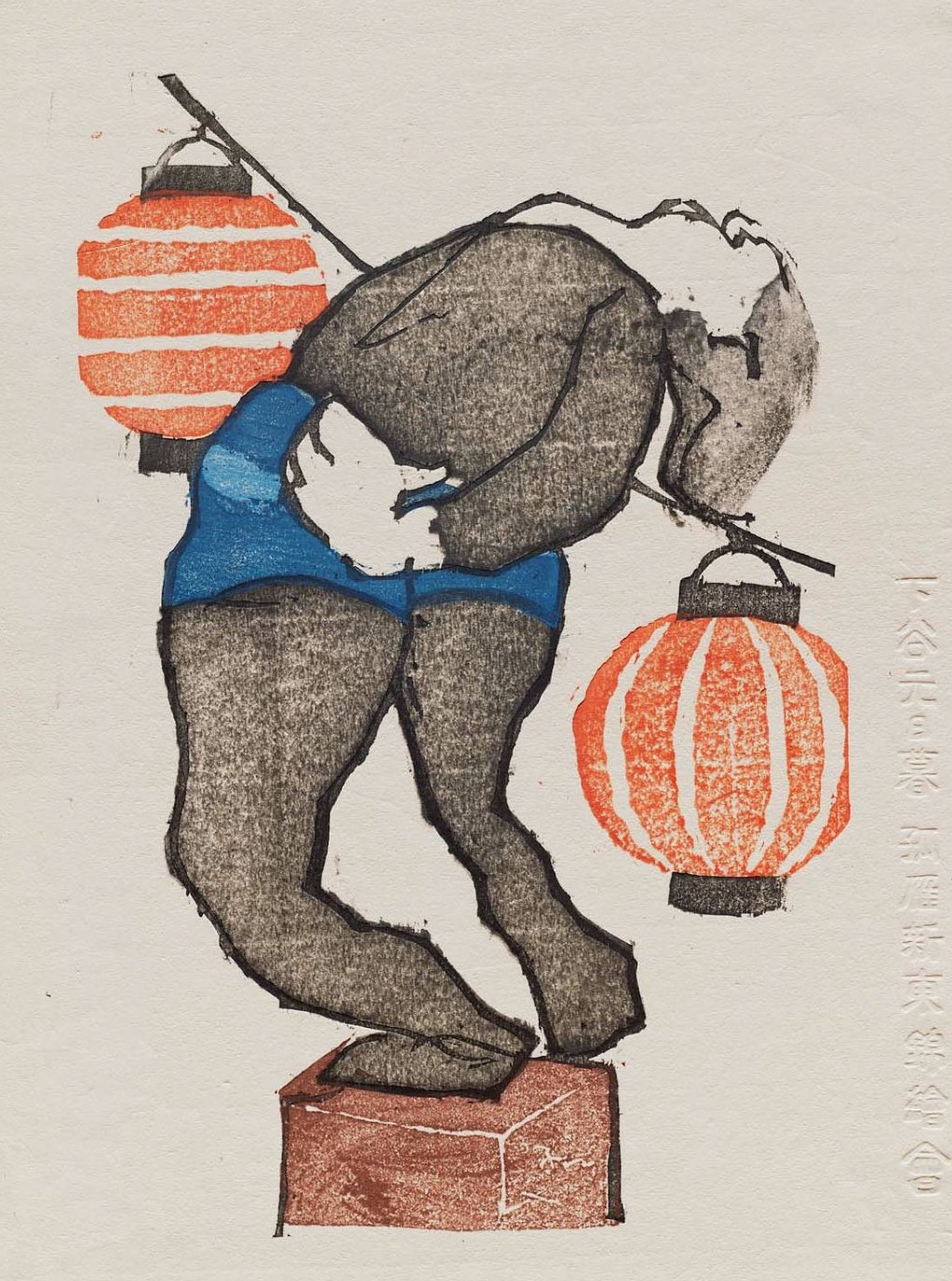
Acrobate, 1916
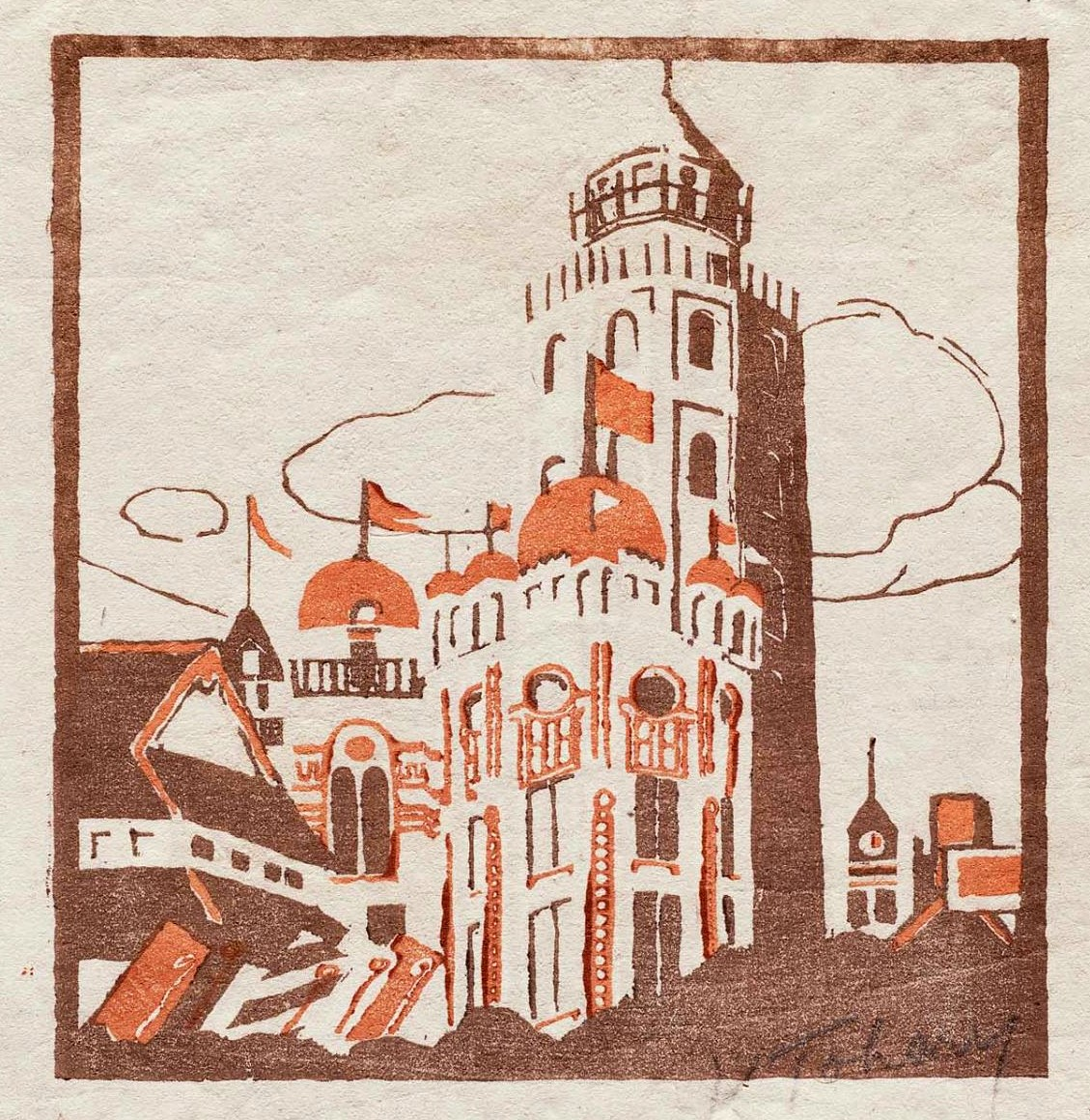
Junikai, bâtiment de douze étages à Asakusa, couleur sur papier, avant 1924
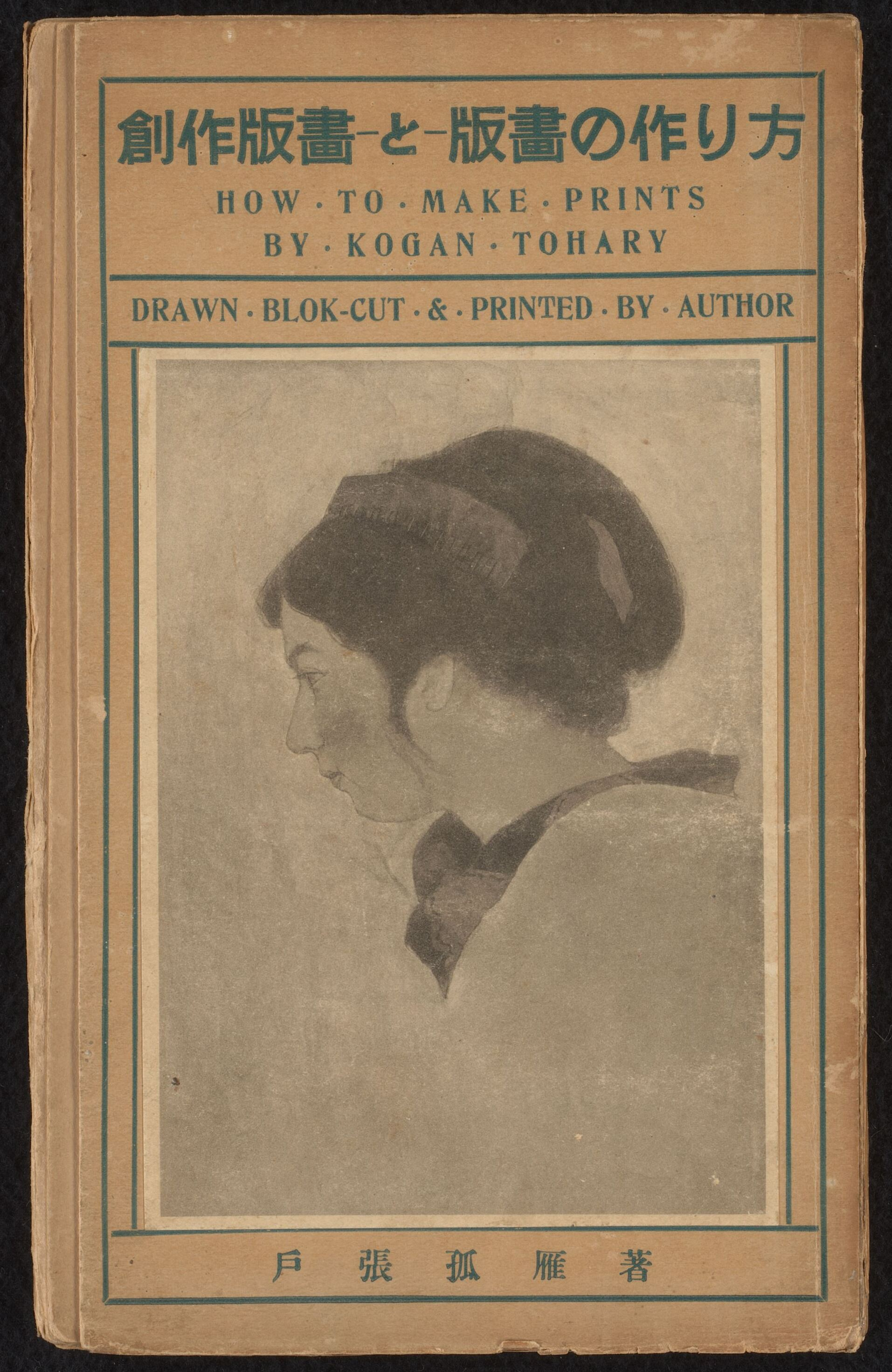
Photo de couverture d'un guide sur l'impression des xylogravures japonaises